# Tonga botelensis
Tonga botelensis är en insektsart som beskrevs av Kato 1933. Tonga botelensis ingår i släktet Tonga och familjen sköldstritar. Inga underarter finns listade i Catalogue of Life.